# Louis Cambecq
Louis Alexander Maria Cambecq (* 6. Januar 1796 in Dresden; † 30. Mai 1859 auf der Reise von Dorpat nach Sankt Petersburg) war ein deutsch-baltischer Jurist und Hochschullehrer.

## Leben
Louis Cambecq wurde als Sohn des Malers, Zeichenlehrers und Lehrer der französischen Sprache Francois Louis Cambecq geboren. Von 1812 bis 1815 besuchte er die Academia Petrina in Mitau. Anschließend studierte er von 1815 bis 1816 an der Universität Berlin Rechtswissenschaft und wurde Mitglied des Corps Curonia Berlin. Von 1816 bis 1818 setzte er das Studium an der Georg-August-Universität fort und schloss sich dort 1818 der Curonia Goettingensis V an. Nach einer zweijährigen Hauslehrertätigkeit wurde er 1822 an der Albertus-Universität Königsberg zum Dr. jur. promoviert. Im selben Jahr habilitierte er sich an der Universität Dorpat. Als Hofgerichtsadvokat in Riga und später in Dorpat las er bis 1824 als Privatdozent an der Dorpater Universität. Von 1824 bis 1827 war er Syndikus und Sekretär des Magistrats, von 1827 bis 1832 Syndikus des Rats und von 1829 bis 1832 Ratsherr in Pernau. 1836 wurde er Obergerichtsvogt in Dorpat und Gouvernement-Schulen-Direktor in Nischni Nowgorod. 1838 erfolgte seine Berufung zum Professor-Adjunkt des Rechts an der Universität Kasan. Nach seiner Verabschiedung im Jahre 1858 als a.o. Professor lebte er in Riga.

## Auszeichnungen
Louis Cambecq wurde nobilitiert.

## Schriften
- De contractu aestimatorio, 1822
- Puniri, nulla antecedente lege minitabunda, an iure liceat?, 1822
- Anleitung zum ordentlichen gerichtlichen Verfahren in bürgerlichen Rechtsstreitigkeiten in Livland, 1824
- Einige Worte über das Armenrecht und die Kosten-Compensation, sowohl nach gemeinen, als auch Livländischen Provincialrechten
- Der Concurs der Gläubiger nach Russischen Gesetzen, 1845